# Grigori Kotochikhine

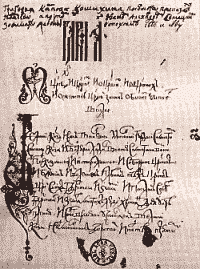
Manuscrit de Kotochikhine.

Grigori Karpovitch Kotochikhine (en russe : Григорий Карпович Котошихин), né vers 1630, mort à Stockholm en novembre 1667, était un diplomate russe qui a laissé « des témoignages inestimables sur la Moscovie du XVIIe siècle ».
Débutant comme simple scribe, il connaît une rapide ascension jusqu'à devenir diplomate. En 1663, alors que la Russie et la Suède sont en négociations, il vend au représentant suédois des informations secrètes. Plus tard, mis dans une situation délicate, il s'enfuit en Pologne, puis en Suède, où il obtient un emploi aux archives d'État pour écrire un livre sur la Russie : La Russie au temps d'Alexis Mikhaïlovitch. Il y décrit le pouvoir autocratique comme s'appuyant sur l'ignorance et le manque d'instruction. Dans le même ouvrage, il regrette que le beau sexe ne sache ni lire ni écrire, l'historien Heller le qualifie de fondateur de la littérature contestataire. Malgré son importance et les controverses auxquelles il a donné - et donne encore - lieu, l'ouvrage, ignoré de ses contemporains, n'a été publié qu'en 1840.
À la suite d'une rivalité amoureuse, il tue le mari de sa logeuse lors d'une rixe, est condamné à mort puis décapité.